# 日韓クラブチャンピオンシップ
日韓クラブチャンピオンシップ（にっかんクラブチャンピオンシップ、英語: NPB-KBO Club Championship、ハングル：한일 클럽 챔피언십）は、プロ野球の国際試合。日本・韓国各1チームが出場する。2009年と2010年の2回にわたって行われた。

## 概要
この試合では、日本シリーズ（NPB）と、韓国シリーズ（KBO）それぞれの優勝チームが対戦する。審判員は中国及び台湾のプロリーグ所属審判員が派遣される。賞金総額は2,500万円。
2009年
2005年から毎年11月に行われてきたアジアシリーズが、注目度低下と赤字計上により、2008年を最後に休止となったことにより、新たな国際試合が提案されていた。
2009年9月7日に開かれたプロ野球実行委員会で、アジアシリーズに代わり、日本シリーズ優勝チームと韓国シリーズ優勝チームが対戦する国際試合を開催することが承認され、9月14日に韓国・ソウルで開かれたNPB・KBO首脳会議にて、2009年11月に開催することで合意された。
大会名は「日韓クラブチャンピオンシップ(西暦)」で、第1回大会はこの年の11月14日に長崎・ビッグNスタジアムで開催された。
2009年10月24日、KIAタイガースが韓国シリーズを、11月7日、読売ジャイアンツが日本シリーズをそれぞれ制し、第1回大会の出場権を得た。
2010年
第1回開催の翌年、2010年はアジアシリーズを台湾にて再開する方向で調整が進んでいたが、この年もアジアシリーズ開催を見送ることが決定した。同年11月12日〜27日に中国・広州市で開かれるアジア大会と日程が重なり、調整がつかなかったことが理由。見送り決定後も、日韓間において本大会を含めた調整を進めた結果、NPBは8月23日、2010年度も本大会を開催することを発表され、11月13日に東京ドームで行われることが決まった。また、11月4日と5日には韓国シリーズ優勝チームと台湾シリーズ優勝チームによる韓国・台湾クラブチャンピオンシップも開催された。
2010年10月19日、SKワイバーンズが韓国シリーズを、11月7日、千葉ロッテマリーンズが日本シリーズをそれぞれ制し、第2回の出場権を得た。
この試合では、2011年日本プロ野球の公式戦から使用される低反発球を初めて使用した。
2011年にアジアシリーズが2011年に台湾で復活開催されることが決定したことにより、本大会は2010年の開催を最後に一旦終了することとなった。

## 大会名義
- 大会名：日韓クラブチャンピオンシップ（NPB-KBO Club Championship、한일 클럽 챔피언십）
- 主催：日本野球機構（NPB）
- 協力：中国棒球協会（CBA）、中華職業棒球大連盟（CPBL）、韓国野球委員会（KBO）

## 試合の方式
NPB・KBOの各優勝球団による直接対決、延長は無制限、指名打者制で行われる。

## 賞金
- 賞金総額：2,500万円
- 優勝：2,000万円
- 準優勝：500万円

## 出場可能な球団
日本プロフェッショナル野球組織（日本代表）/12球団
| - セントラル・リーグ - 読売ジャイアンツ（巨人、Giants/東京都文京区） - 東京ヤクルトスワローズ（ヤクルト、Swallows/東京都新宿区） - 横浜ベイスターズ（横浜、Baystars/神奈川県横浜市） - 中日ドラゴンズ（中日、Dragons/愛知県名古屋市） - 阪神タイガース（阪神、Tigers/兵庫県西宮市） - 広島東洋カープ（広島、Carp/広島県広島市） | - パシフィック・リーグ - 北海道日本ハムファイターズ（日本ハム、Fighters/北海道札幌市） - 東北楽天ゴールデンイーグルス（楽天、Eagles/宮城県仙台市） - 埼玉西武ライオンズ（西武、Lions/埼玉県所沢市） - 千葉ロッテマリーンズ（ロッテ、Marines/千葉県千葉市） - オリックス・バファローズ（オリックス、Buffaloes/大阪府大阪市） - 福岡ソフトバンクホークス（ソフトバンク、Hawks/福岡県福岡市） |

韓国野球委員会（韓国代表）/8球団
| - 斗山ベアーズ（Doosan、Bairs/ソウル特別市） - LGツインズ（LG、Twins/ソウル特別市） - SSGランダース（SSG、Landers/仁川広域市） - ネクセン・ヒーローズ（NEXEN、Heroes/ソウル特別市） | - ハンファ・イーグルス（Hanwha、Eagles/大田広域市） - サムスン・ライオンズ（SUMSUNG、Lions/大邱広域市） - 起亜タイガース（KIA、Tigers/光州広域市） - ロッテ・ジャイアンツ（LOTTE、Giants/釜山広域市） |

## 歴代大会結果
| 開催年      | 開催国 | 優勝                 | スコア | 準優勝         |
| ----------- | ------ | -------------------- | ------ | -------------- |
| 2009年 詳細 | 日本   | 読売ジャイアンツ     | 9 - 4  | KIAタイガース  |
| 2010年 詳細 | 日本   | 千葉ロッテマリーンズ | 3 - 0  | SKワイバーンズ |

## テレビ放送
日本でのテレビ放送は、CS放送のJ SPORTSで完全生中継（リピート放送あり）するほか、テレビ東京で当日午後4時より録画中継される（テレビ愛知へもネット）。また、韓国では、MBCで中継される。

## 開催履歴

### 2009年

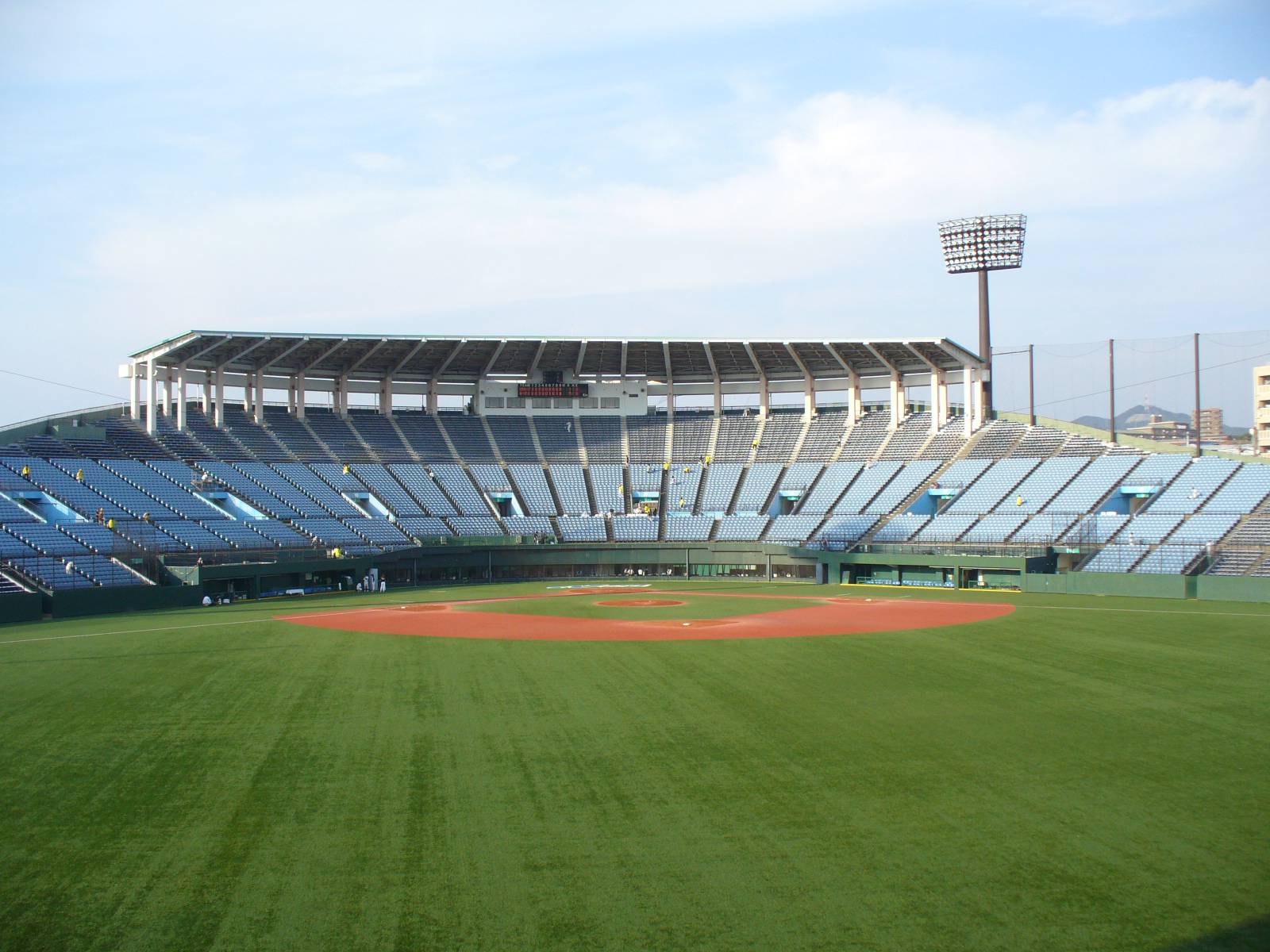
ビッグNスタジアム（長崎県営野球場）

初開催となった2009年は、日韓クラブチャンピオンシップ2009と題して、11月14日に長崎県営野球場（ビッグNスタジアム）で開催され、日本からは7年ぶりに日本シリーズを制した読売ジャイアンツ（巨人）、韓国からは韓国シリーズを制したKIAタイガースによる対戦となった。

#### 大会概要
- 試合日程：2009年11月14日（土曜日）
- 試合会場：長崎県営野球場（ビッグNスタジアム）
- 後援：長崎県、長崎市

#### 出場チーム
- 日本 - 読売ジャイアンツ（巨人、Giants）/2009年日本シリーズ優勝
- 韓国 - 起亜タイガース（KIA、Tigers）/2009年韓国シリーズ優勝

#### 試合結果
|      | 1 | 2 | 3 | 4 | 5 | 6 | 7 | 8 | 9 | R | H  | E |
| ---- | - | - | - | - | - | - | - | - | - | - | -- | - |
| 巨人 | 0 | 0 | 0 | 0 | 0 | 1 | 7 | 0 | 1 | 9 | 11 | 0 |
| 起亜 | 1 | 0 | 0 | 0 | 2 | 0 | 0 | 0 | 1 | 4 | 10 | 0 |

1. 勝利：野間口（1勝）
2. セーブ：オビスポ（1S）
3. 敗戦：郭正哲（1敗）
4. 本塁打
巨：小笠原（1号）、阿部（1号）
5. 審判
［球審］馮チ峰
［塁審］蘇建文、楊建祥、林金達
6. 開始：13時01分　有料入場者：14,331人　時間：3時間19分

オーダー
| 巨人 | 巨人 | 巨人       |
| 打順 | 守備 | 選手       |
| ---- | ---- | ---------- |
| 1    | [遊] | 坂本       |
| 2    | [中] | 松本       |
|      | 打   | 大田       |
|      | 中   | 鈴木       |
| 3    | [三] | 小笠原     |
|      | 走三 | 寺内       |
| 4    | [指] | ラミレス   |
|      | 走指 | 脇谷       |
| 5    | [右] | 亀井       |
| 6    | [左] | 谷         |
|      | 打左 | 工藤       |
| 7    | [捕] | 阿部       |
| 8    | [一] | 李承燁     |
| 9    | [二] | 古城       |
|      | [投] | ゴンザレス |
|      | 投   | 内海       |
|      | 投   | 野間口     |

| KIA  | KIA  | KIA    |
| 打順 | 守備 | 選手   |
| ---- | ---- | ------ |
| 1    | [右] | 李鍾範 |
|      | 打   | 金善彬 |
| 2    | [中] | 金元燮 |
| 3    | [指] | 羅志完 |
| 4    | [一] | 崔煕渉 |
| 5    | [三] | 金相賢 |
|      | 走三 | 朴基南 |
| 6    | [二] | 安致弘 |
| 7    | [左] | 金京言 |
|      | 走左 | 崔容奎 |
| 8    | [捕] | 車一木 |
|      | 打   | 辛鍾吉 |
| 9    | [遊] | 李賢坤 |
|      | [投] | 梁弦種 |
|      | 投   | 孫詠敏 |
|      | 投   | 郭正哲 |
|      | 投   | 鄭用雲 |
|      | 投   | 李大振 |
|      | 投   | 劉東勲 |

投手
- 巨：ゴンザレス（3回） - 内海（1回2/3） - ○野間口（1回1/3） - オビスポ（3回）
- KIA：梁弦種（5回2/3） - 孫詠敏（1/3回） - ●郭正哲（2/3回） - 鄭用雲（1/3回） - 李大振（1回） - 劉東勲（1回）

試合経過
KIAは1回に先頭の李鍾範が四球で出塁し、盗塁して走者を2塁に置いたところで3番の羅志完が適時打を放ち先制。その後もKIAは5回に追加点を取って3-0。巨人は6回に小笠原のバックスクリーンへの本塁打で1点返すと、7回には走者2人置いて阿部が右翼への3点本塁打を放ち逆転。7回は打線が繋がりラミレス、亀井、工藤の3連続適時打を含む打者12人の猛攻で一気に7点を取る。巨人はオビスポを投入して、このリードを守り、快勝した。なお、MVPには逆転3ランを放った阿部が選ばれた。

#### テレビ放送
地上波・BSデジタル
- テレビ東京＜テレビ愛知・BSジャパンでも放送＞
実況：植草朋樹（TX） 解説：川崎憲次郎（TX）  ゲスト解説：門倉健（SKワイバーンズ）

- 放送時間　16:00 - 17:15（録画放送）

CS
- J sports Plus
実況:島村俊治　解説:高津臣吾（3Aフレズノ・グリズリーズ、当時）　ゲスト解説:木村公一　リポーター:谷口広明

- 放送時間　12:30 - 17:00（試合終了まで延長）、19:00 - 23:30（中継録画）。後日、J sports ESPNにて再放送された。

### 2010年

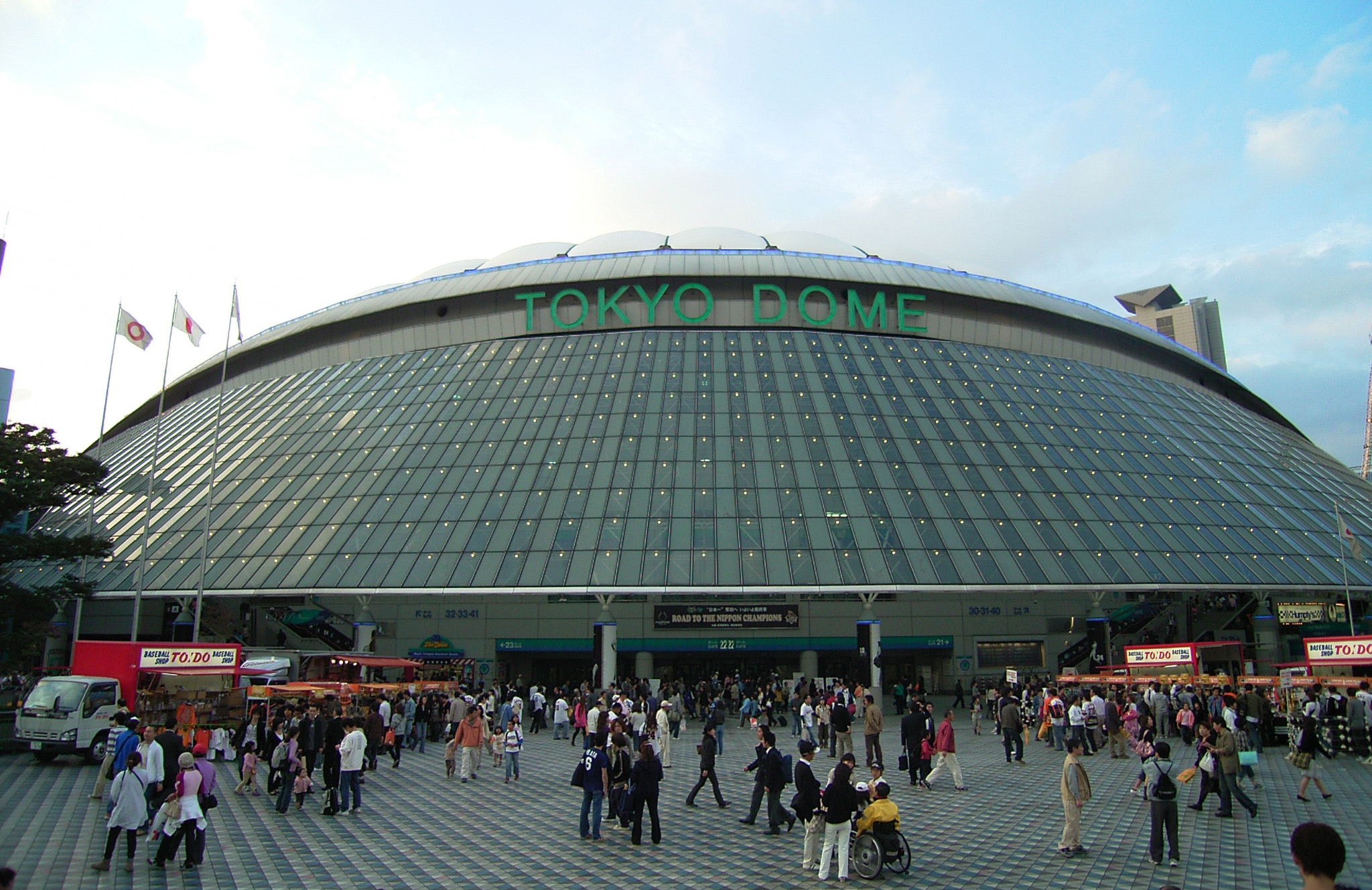
東京ドーム

2年連続開催となる2010年は、日韓クラブチャンピオンシップ2010と題し、11月13日に東京ドームで開催された。日本からは5年ぶり4度目の日本シリーズ制覇を成し遂げた千葉ロッテマリーンズが出場した。
韓国からは韓国シリーズを制し、11月4・5日に台中インターコンチネンタル野球場で開催された韓国・台湾クラブチャンピオンシップ（英語：CPBL-KBO Club Championship）で台湾シリーズ優勝チームの兄弟エレファンツを1勝1敗の総得失点差で制したSKワイバーンズが出場権を得た。
試合はロッテが3-0で快勝し、2005年の第1回アジアシリーズ以来の国際クラブ選手権者となった。

#### 大会概要
- 試合日程：2010年11月13日（土曜日）
- 試合会場：東京ドーム
- 後援：観光庁

#### 出場チーム
- 日本 - 千葉ロッテマリーンズ（ロッテ、Chiba Lotte Marines）/2010年日本シリーズ優勝、一塁側
- 韓国 - SKワイバーンズ（SK Wyverns）/2010年韓国シリーズ優勝、三塁側

#### 試合結果
|        | 1 | 2 | 3 | 4 | 5 | 6 | 7 | 8 | 9 | R | H | E |
| ------ | - | - | - | - | - | - | - | - | - | - | - | - |
| SK     | 0 | 0 | 0 | 0 | 0 | 0 | 0 | 0 | 0 | 0 | 2 | 0 |
| ロッテ | 0 | 2 | 0 | 0 | 1 | 0 | 0 | 0 | X | 3 | 9 | 0 |

1. 勝利：唐川（1勝）
2. セーブ：小林宏（1S）
3. 敗戦：門倉（1敗）
4. 本塁打
M：今江1号（5回1点・全炳斗）
5. 審判
［球審］江春緯
［塁審］王俊宏、張展榮、紀華文
6. 開始：14時00分　有料入場者：32,743人　時間：2時間45分

オーダー
| SK   | SK     | SK                          |
| 打順 | 守備   | 選手                        |
| ---- | ------ | --------------------------- |
| 1    | [左]   | 朴哉相（パク チェサン）     |
| 2    | [中]   | 林勲（イム フン）           |
|      | 打     | 朴栽弘（パク チェホン）     |
| 3    | [指]   | 金宰炫（キム ジェヒョン）   |
| 4    | [右]   | 朴正権（パク チョングォン） |
| 5    | [一]   | 李昊俊（イ ホジュン）       |
|      | 一     | 崔東秀（チェ ドンス）       |
| 6    | [捕]   | 鄭相昊（チョン サンホ）     |
| 7    | [三]二 | 朴廷煥（パク チョンファン） |
| 8    | [二]遊 | 金淵訓（キム ヨンフン）     |
| 9    | [遊]   | 崔允碩（チェ ユンソク）     |
|      | 打     | 安致溶（アン チヨン）       |
|      | 三     | 安正光（アン ジョングァン） |

| ロッテ | ロッテ | ロッテ   |
| 打順   | 守備   | 選手     |
| ------ | ------ | -------- |
| 1      | [遊]   | 西岡     |
| 2      | [左]   | 清田     |
| 3      | [二]   | 井口     |
| 4      | [右]   | サブロー |
| 5      | [三]   | 今江     |
| 6      | [指]   | 福浦     |
|        | 打指   | 今岡     |
| 7      | [捕]   | 里崎     |
| 8      | [一]   | 塀内     |
|        | 打一   | 青野     |
| 9      | [中]   | 岡田     |

投手
- SK：●門倉（2回2/3）- 全炳斗（チョン ビョンドゥ・3回）- 鄭ウラム（ジョン ウラム・1回1/3）- 李承浩（イ スンホ・1回）
- ロ：○唐川（5回）- H薮田（1回）- H内（1回）- H伊藤（1回）- S小林宏（1回）

試合経過
ロッテは2回裏、2本の内野安打と四球で二死満塁とし清田の2点適時打で先制。5回裏には今江の本塁打で3点目を挙げた。一方SKは1回表に一死二塁、2回表には二死満塁の好機を作ったもののいずれも無得点に終わり、3回以降は一人の走者も出すことができなかった。ロッテ先発の唐川は立ち上がりにやや不安定なところを見せたが3回以降は立ち直り、5回を投げて被安打2、無失点の好投。6回以降は4人がパーフェクトリリーフでSKを完封した。SK先発の門倉は凱旋登板となったが、2回2/3で7安打を許し2失点と先発の役目を果たせなかった。またSKはエース金廣鉉の故障に加え、アジア大会韓国野球代表チームに守護神鄭大炫・強打の捕手朴勍完・俊足巧打の二塁手鄭根宇らのレギュラー選手が派遣されている関係で来日できず、チーム力が本来とは程遠い状況で戦わなければならなかった。

#### 放送

##### 日本でのテレビ放送
地上波
- テレビ東京＜テレビ愛知でも放送＞
実況：植草朋樹（TX） 解説：阿波野秀幸（TX）  ゲスト解説：関川浩一（SKワイバーンズ・コーチ ※2011年より楽天二軍外野守備走塁コーチに就任）
  - 放送時間：16:00 - 17:15（録画放送）

CS
- J sports 1
  - 放送時間：13:30 -（試合終了まで放送）
- J sports Plus
  - 放送時間：19:00 -（録画放送）

実況：島村俊治 解説：高津臣吾（CPBL・興農ブルズ）・木村公一 リポーター：谷口広明

##### 韓国での放送
- MBC ESPN